# Ignaz Schwarz (Antiquar)
Ignaz Schwarz (Ignácz Schwartz; * 17. Juli 1867 in Neutra; † 18. Dezember 1925 in Wien) war ein österreichischer Mediziner, Antiquar und Historiker auf den Gebieten Medizingeschichte, Buchwesen und Geschichte der Juden in Wien.

## Leben und Wirken
Ignaz Schwarz stammt aus einer jüdischen Kaufmannsfamilie. Er absolvierte das Gymnasium in Neutra bis 1886 und studierte anschließend Medizin an der Universität Wien. Seine Promotion erfolgte 1907 in Würzburg mit einer medizinhistorischen Dissertation. Bereits während der Studienzeit verfasste er historische Arbeiten, die Medizin und Pharmakologie betreffend. 
Zuerst nebenbei, ab 1906 voll arbeitete er in der Buch- und Kunsthandlung Gilhofer und Ranschburg in Wien. Am 27. März 1908 erhielt er in diesem Unternehmen die Prokura und am 1. Oktober 1909 wurde er Miteigentümer. Von 1914 bis 1917 leistete er Kriegsdienst und trat nach seiner Rückkehr am 1. Juni 1917 bei Gilhofer und Ranschburg aus und gründete ein eigenes Antiquariat und Auktionshaus, das bald im deutschsprachigen Raum einen hervorragenden Ruf genoss. Er spezialisierte sich vor allem auf antiquarische medizinische Literatur und Werke zur Stadt Wien. Dieses Unternehmen wurde nach seinem Tod im Jahr 1925 von seiner Frau Margarete (Grete, geborene Horner,* 27. September 1875), die auch seit 1922 Prokura innehatte, weitergeführt. Da auch sie jüdischer Herkunft war, wurde sie im November 1941 nach Minsk deportiert und dort ermordet. Auch der Sohn von Schwarz, Kurt L. Schwarz (1909–1983), arbeitete ab 1927 im Unternehmen mit. 
Das Unternehmen wurde nach dem Anschluss Österreichs im Jahr 1938 „arisiert“ und auf Johann K. Paulusch (1901–1989) übertragen, der von 1920 bis 1928 für die Firma gearbeitet hatte. Ende 1940 verband dieser sich mit Hans von Bourcy und gründete die Firma „Bourcy & Paulusch“. Nach dem Krieg erstritt sich Kurt Schwarz dafür gerichtlich eine Entschädigung.

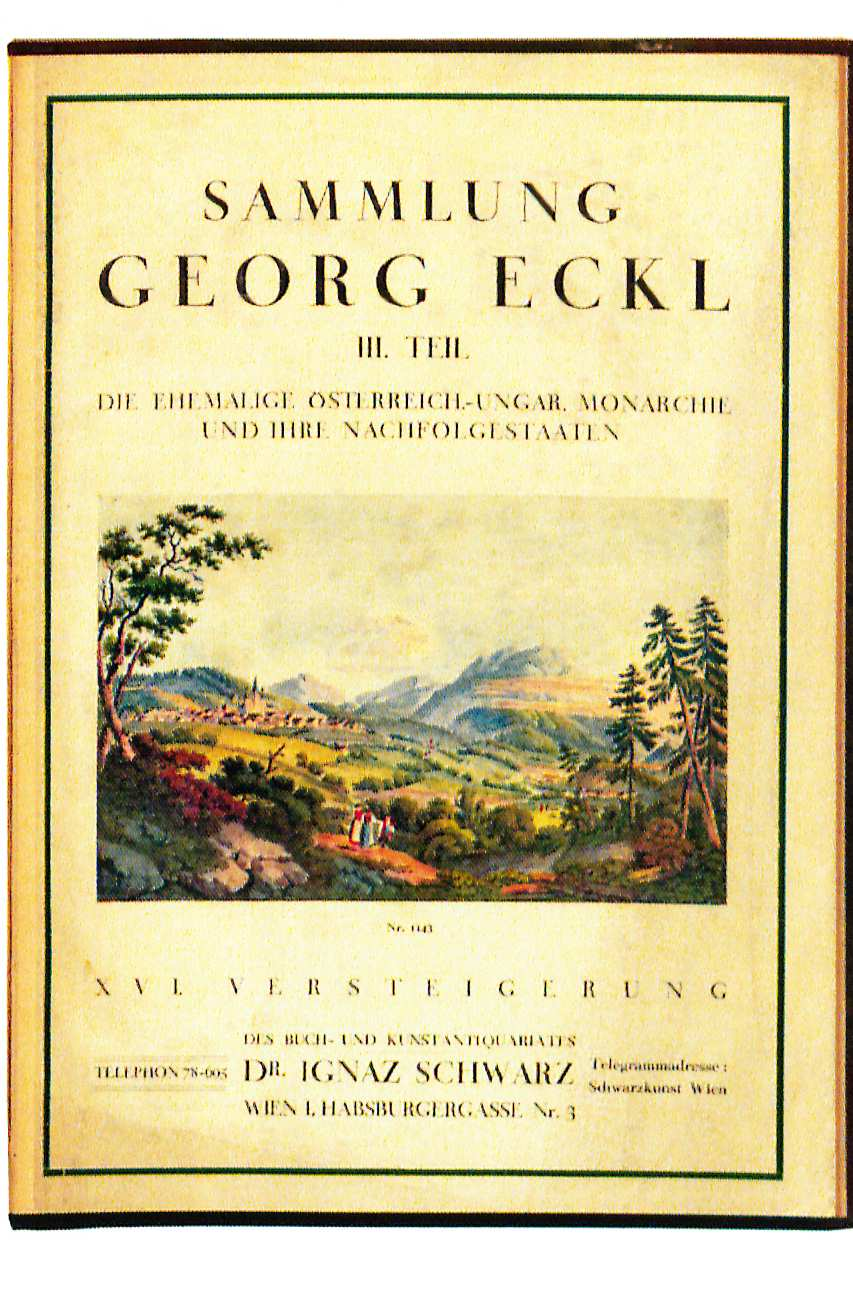
Versteigerungskatalog der Sammlung Georg Eckl 1926

## Schriften (Auswahl)
Neben seiner Tätigkeit als Antiquar publizierte er insbesondere auf drei Gebieten: der Geschichte der Medizin und Pharmazie, zum Buchwesen und zur Geschichte der Juden in Wien. Er schrieb auch unter dem Pseudonym Ignácz Arányi.
- Die medizinischen Handschriften der kgl. Universitätsbibliothek in Würzburg. Medizinische Dissertation Würzburg 1907 (Digitalisat, Dissertation).
- Das Wiener Ghetto. Seine Häuser und seine Bewohner (= Quellen und Forschungen zur Geschichte der Juden in Deutsch-Österreich 2). Wien 1909 (Digitalisat).
- Katalog einer Ridinger-Sammlung. (Sammlung Rudolf Ritter von Gutmann.) 2 Bände. Wien 1910.
- Zur Geschichte der Windhagschen Bibliothek. Wien 1912.
- Aus der ersten Zeit des Wiener Buchdrucks (1482–85). In: Bibliographie der österreichischen Drucke des XV. und XVI. Jahrhunderts. Band 1, 1. Wien 1913, S. 142–163 (Digitalisat).
- Wiener Strassenbilder im Zeitalter des Rokoko. Die Wiener Ansichten von Schütz, Ziegler, Janscha 1779–1798. Beschreibendes Verzeichnis. Wien 1914.
- Geschichte der Juden in Wien. Von ihrem ersten Auftreten bis zum Jahre 1625. In: Geschichte der Stadt Wien Band 5, Wien 1914, S. 1–64.
- Geschichte des Wiener Apothekerwesens im Mittelalter (= Geschichte der Apotheken und des Apothekenwesens in Wien von den ältesten Zeiten bis zur Gegenwart. Band 1). Wien 1917.

Ein Verzeichnis publizierte er selbst: Mein literarischer Nachlass. Wien [1925].